# خط لوله استینگری
خط لوله استینگری (انگلیسی: Stingray Pipeline) یک خط لوله انتقال گاز طبیعی است که گاز طبیعی را از خلیج مکزیک به لوئیزیانا می‌رساند. این خط لوله متعلق به انرژی ترنسفر است. کد کمیسیون فدرال رگولاتوری انرژی آن ۶۹ است.